# کاوناس ۷۳۰۵۹
سیارک ۷۳۰۵۹ (به انگلیسی: 73059 Kaunas، نامگذاری:2002FO5) هفتاد و سه هزار و پنجاه و نهمین سیارک کشف شده‌است که در ۱۶ مارس ۲۰۰۲ کشف شد.